# Jon Garnika
Jon Garnika (13 de julio de 1976) es un deportista español que compitió en taekwondo. Ganó una medalla de plata en el Campeonato Europeo de Taekwondo de 2000, en la categoría de –78 kg.

## Palmarés internacional
| Campeonato Europeo | Campeonato Europeo | Campeonato Europeo | Campeonato Europeo |
| Año                | Lugar              | Medalla            | Categoría          |
| ------------------ | ------------------ | ------------------ | ------------------ |
| 2000               | Patras (Grecia)    | Medalla de plata   | –78 kg             |